# Barbara Mannucci
Barbara Mannucci (Roma, 15 gennaio 1982) è una politica italiana.

## Biografia
È figlia di Corrado Mannucci, sindacalista dell'UGL ed ex segretario generale della CISNAL e della segretaria del politico missino Pino Romualdi.
È sposata con Enrico Cavallari, già assessore al personale nella giunta capitolina di Gianni Alemanno, eletto nel 2018 al Consiglio regionale del Lazio con la Lega, e poi passato a sostenere la maggioranza di Nicola Zingaretti con Italia Viva.

### Attività politica
Nel gennaio 2007, quando ricopriva l'incarico di assistente parlamentare, ha fondato e presieduto il circolo di Roma EUR appartenente alla rete del buon governo di Marcello Dell'Utri, che l'ha scelta per essere candidata in parlamento l'anno successivo. All'età di 26 anni, in occasione delle elezioni politiche del 2008 viene quindi eletta deputata della XVI legislatura della Repubblica Italiana nella Circoscrizione Puglia per Il Popolo della Libertà, rimanendo in carica fino al 2013. Nel 2008 è la prima firmataria della proposta di legge per introdurre nel codice penale due nuove figure di reato, il sequestro di minorenne e la sottrazione di minore, che diventerà legge nel 2009 con due emendamenti al pacchetto sicurezza voluto dall'allora ministro dell'Interno Roberto Maroni.
Nel giugno 2009 viene candidata alle elezioni europee con il PdL nella Circoscrizione Italia centrale, ma ottiene 6 309 preferenze e non viene eletta.
Nel dicembre 2014 aderisce a Noi con Salvini (emanazione della Lega Nord nel centro e sud Italia), di cui diventa coordinatrice nazionale delle donne. Sposa le posizioni dure sull'immigrazione del partito, proponendo nel gennaio 2016 la castrazione chimica preventiva e obbligatoria per qualunque emigrato recidivo al reato di stupro in ingresso in Italia.
Alle elezioni politiche del 2018 è stata ricandidata alla Camera per la coalizione di centrodestra nel collegio uninominale Lazio 1 - 05, in cui ha ottenuto il 32,3%, perdendo contro il candidato del Movimento 5 Stelle Lorenzo Fioramonti, che ha ottenuto il 36,7%.